# 宋赛·西潘敦
宋赛·西潘敦（1966年1月26日—），佬族，老挝政治人物，老挝人民革命党中央政治局委员、现任老撾政府總理。
宋赛·西潘敦出生于1966年，其父是前老挝人革党主席坎代·西潘敦。2006年，宋赛在老挝人民革命党第八次全国代表大会上成为中央委员会委员。2016年，在老挝人民革命党第十次全国代表大会上当选中央政治局委员。2016年至2022年期间担任老挝副总理。2022年12月30日接替因病提前退休的潘坎·维帕万当选老挝总理。